# Nipponopsalis
Nipponopsalis is een geslacht van hooiwagens uit de familie Nipponopsalididae.
De wetenschappelijke naam Nipponopsalis is voor het eerst geldig gepubliceerd door Martens & Suzuki in 1966. 

## Soorten
Nipponopsalis omvat de volgende 3 soorten:
- Nipponopsalis abei
- Nipponopsalis coreana
- Nipponopsalis yezoensis